# 特工猫王
《特工猫王》（英語：Agent Elvis）是一部美国成人動畫情景喜剧，由普里西拉·普里斯萊、约翰·埃迪和迈克·阿诺德为Netflix制作，于2023年3月17日首播。该剧讲述了虚构的美国摇滚传奇人物猫王（马修·麦康纳配音）兼职美国政府特工的故事。该剧于2023年11月15日播出一季后被取消。